# Viggo Sylvest Jensen
Viggo Sylvest Jensen (født 28. juni 1910 i Asminderød, død 2. december 1959 i Skånes Värsjö, Sverige), bosat i Hillerød i en længere årrække, blev uddannet som pilot i det danske forsvar. Han bestod prøven og fik flyvecertifikat i 1932. Fra 1936 grundlagde han en virksomhed, hvor han fungerede som både pilot og luftfotograf. Fra 1936 til sin død i 1959 fotograferede han især bondegårde, men også virksomheder og seværdigheder. I 1949 rekvirerede han hos Skandinavisk Aero Industri et fly, beregnet til kunstflyvning, og fra 1950 udbyggede han sin virksomhed med et flyvende cirkus. Efter hans død blev firmaet ”Sylvest Jensen” videreført af sønnen, Preben Sylvest Jensen.

## Virksomheden grundlægges
Viggo Sylvest Jensen var iværksætter og kaospilot længe før disse begreber vandt indpas I det danske sprog. Han gik mod strømmen under 1930’enes økonomiske krise og grundlagde sin virksomhed under den verdensomspændende økonomiske depression.

I 1936 etablerede han ”Luftfoto Sylvest Jensen Hillerød”, som tog luftfotos af gårde overalt i Danmark. Gårdbillederne er gengivet som ”skråfotos”,  Han ejede et fly af typen Tiger Moth, . og levede af at flyve fra by til by og sælge luftfotos til virksomheder og landmænd. På trods af den økonomiske krise ekspanderede virksomheden, idet mange var interesseret i at få et luftfoto af sine jorde eller sine virksomheder. Forretningsideen var baseret på at sælge billederne gennem repræsentanter, som gik rundt fra gård til gård og tilbød billederne; der var ikke noget agentur med forudbestilling.
” Gårdfotografering var grundlaget for luftfotofirmaets økonomi. Men når man nu alligevel var i området, tog man også andre billeder. Det gælder navnlig enkeltejendomme i landsbyen, som skolen, kirken, købmandsbutikken og smedjen, mejeriet og møllen - men også ganske almindelige huse blev fotograferet.”
Bortset fra gårdbillederne var der ikke noget egentligt grundlag fra at sælge luftfotos, men billederne af bl.a. byudviklingen udgør ligesom gårdbillederne en del af den danske kulturarv.
  Sylvest Jensen gik systematisk til opgaven. Fra 1936 til 1938 fotograferede han øst for Storebælt, mens Fyn og Sønderjylland blev fotograferet I 1938-39. Det viste sig efterhånden, at også ejere af mindre brug var interesserede i at få deres ejendomme foreviget fra luften.

## Udvikling i virksomheden
Under 2. verdenskrig indstilledes al privat flyvning over Danmark. Først i 1946 kunne Sylvest Jensen genoptage virksomheden med billeder af resten af Jylland. I de følgende år ekspanderede forretningen, og i løbet af 1950’erne havde de fleste større gårde et luftfoto hængende, som regel på et iøjnefaldende sted i stuen.  Da aktiviteterne var på sit højeste i 1950’erne havde Sylvest Jensen 100 ansatte. Inden sin død i 1959 havde Viggo Sylvest Jensen taget mere end 2 millioner fotos, og firmaet ejede nu 17 små fly, der var velegnede til at tage luftfotos i lav højde.  Firmaet blev overtaget af sønnen Preben Sylvest Jensen, der drev virksomheden indtil midten af 1970'erne. Sylvest Jensen er det kendteste luftfotofirma, der har været i Danmark. Af de næsten 3 millioner fotografier, der i alt blev taget, er mange stadig bevaret i privat eje. De mange negativer befinder sig nu på Det Kongelige Bibliotek og betragtes som værdifuld kulturarv. De er på nuværende tidspunkt i gang med at blive digitaliseret og bliver løbende tilføjet crowdsourcing-projektet "Danmark Set Fra Luften", der er en portal, der knytter luftfotografierne sammen med deres fysiske placering via geotagging.

### Det flyvende cirkus
Sylvest Jensen startede et flyvende cirkus, netop som luftfotografering var blevet en relativt udbredt forretningside. Det blev etableret på grundlag af en bestilling hos Skandinavisk Aero Industri , den akrobatiske KZ-VIII. Flyet var færdigudviklet i 1950 og blev ført af den tidligere Royal Air Force pilot, Peter Steen. Han bestilte også en kopi af Ellehammers standardfly fra 1909 hos Kramme & Zeuthen; med dette fly turnerede han i Danmark fra 1950. Det flyvende circus gennemførte tricks, som ifølge eksperter stadig ville kunne måle sig med de bedste i branchen 50 år senere. 
Viggo Sylvest Jensen gennemførte 12. september 1956 en postflyvning i sin Ellehammer-model fra 1909 for at fejre 50-årsdagen for Ellehammers første flyvning og afsløre en mindesten. Flyvningen blev gennemført trods meget stærk blæst og gik fra øen Lindholm i Smålandshavet til Vordingborg Slot.

### Weblinks
- Danmark Set Fra Luften
- Det Kongelige Bibliotek
- Viggo Sylvest Jensen | Aage Soerensen
- Gamle luftfotos af de bornholmske landejendomme, Ugens historie Uge 38, 2007 Arkiveret 18. maj 2008 hos  Wayback Machine
- Natur and Tech: Viggo Sylvest Jensen 5. januar, 2010